# Ali Farag
Ali Farag, né le 22 avril 1992 au Caire, est un joueur professionnel de squash représentant l'Égypte. Il atteint, en mars 2019, la première place mondiale sur le circuit international. Il est champion du monde en 2019, 2021, 2022 et 2023.
Il est marié à la joueuse égyptienne Nour El Tayeb. Il prend sa retraite sportive en mai 2025.

## Carrière
Il est diplômé de l'université Harvard en mai 2014 avec un diplôme en Génie mécanique. Il est aussi un des meilleurs joueurs universitaires en ne concédant que deux défaites. Comme membre de l'équipe de squash universitaire de Harvard, il gagne deux titres nationaux individuels et en 2014, il aide l'équipe à gagner son premier titre universitaire depuis 17 ans. Après être diplômé, il se tourne vers le sport professionnel et effectue une rapide ascension dans les classements mondiaux. Il est nommé joueur PSA du mois en avril 2015 après avoir atteint le tableau principal du tournoi El Gouna International en sortant des qualifications et pour avoir gagné des titres en Irlande. Il est aussi réputé pour sa personnalité, son esprit sportif et son fair-play qui lui valent l'estime de ses camarades de Harvard et de ses concurrents professionnels,.
Il remporte l'US Open 2017, son premier titre majeur, le même jour que son épouse Nour El Tayeb,. En octobre 2018, il s'impose lors du tournoi Netsuite Open face au no 1 mondial et champion du monde Mohamed El Shorbagy mais échoue la semaine suivante à conserver son titre lors de l'US Open s'inclinant en demi-finale face à Simon Rösner. Il prend sa revanche le mois suivant en finale du Qatar Classic, son second titre majeur. Il continue son chemin vers les sommets en atteignant en décembre 2018 la finale du Black Ball Squash Open face au revenant Karim Abdel Gawad. En janvier 2019, il conquiert son troisième titre majeur en remportant le Tournoi des champions face à Mohamed El Shorbagy. Ce succès lui assure la place de no 1 mondial au classement de mars. Le lendemain, il devient champion du monde.
Le début de la saison 2019-2020 le voit concéder une défaite en finale de l'Open de Chine avant de s'imposer à l'US Open, premier tournoi platinum de la saison.
Il prend sa retraite sportive en mai 2025 deux semaines après une défaite en finale des championnats du monde face à Mostafa Asal.

## Palmarès

### Titres
- Championnats du monde : 4 titres (2018-2019, 2020-2021, 2021-2022, 2022-2023)
- World Series Finals : 2024
- Paris Squash masculin 2023
- British Open : 2023
- Open d'Égypte : 3 titres (2020, 2021, 2022)
- Windy City Open : 2 titres (2020, 2024)
- El Gouna International : 3 titres (2019, 2023, 2024)
- Tournament of Champions : 4 titres (2019, 2022, 2024, 2025)
- US Open : 3 titres (2017, 2019, 2024)
- Qatar Classic : 3 titres (2018, 2020, 2023)
- Houston Open : 3 titres (2022, 2024, 2025)
- Open de Singapour : 2 titres (2023, 2024)
- Open de Manchester : 2023
- Optasia Championships 2022
- DPD Open : 2019
- Netsuite Open : 2 titres (2018, 2021)
- Open de Suède : 2018
- Motor City Open : 2016
- CCI International : 2014
- Championnats d’Égypte : 3 titres (2018, 2019, 2022)
- Championnats du monde par équipes : 3 titres (2017,2019,2023)

### Finales
- Championnats du monde : 2024-2025
- El Gouna International : 2025
- Paris Squash 2024
- US Open : 2 finales (2022, 2023)
- Open d'Égypte : 2 finales (2019, 2024)
- British Open : 4 finales (2019, 2021, 2022, 2024)
- Black Ball Squash Open : 2 finales (2018, 2024)
- El Gouna International : 2018
- Hong Kong Open : 4 finales (2017, 2018, 2023, 2024)
- Optasia Championships : 2024
- Black Ball Squash Open : 3 finales (2020, 2021), 2021
- Canary Wharf Squash Classic : 2020
- Open de Chine : 2 finales (2017, 2019)
- Bellevue Squash Classic : 2017
- Channel VAS Championships : 2 finales (2017, 2018)
- Grasshopper Cup : 2 titres (2017, 2025)
- Motor City Open : 2017
- Al-Ahram International : 2016
- Championnats du monde junior : 2010